# Casino d'Argentona
El Casino d'Argentona és una entitat recreativa d'Argentona que es va fundar l'any 1902.
El 7 de setembre de 1902, un grup d'estiuejants argentonins benestants arrendava un terreny per tal de construir-hi un lloc de trobada i esbarjo. Uns anys més tard, el 1929 els seus fundadors, amb el nom de "Sociedad de propietarios del Casino de Argentona", entre els quals s'hi trobava Josep Puig i Cadafalch, van comprar el terreny i encarregà la construcció de l'edifici. Les gestions per a crear aquest espai, però, dataven ja d'un any abans. es tractava de poder dur a terme les activitats que hi feien els estiuejants, balls, reunions familiars, funcions teatrals o espectacles infantils, i convertir-lo en un punt de trobada familiar. Aquests balls celebrats al Casino eren recollits ja per La Vanguardia el 1934 o el 1935, quan es destaca que "en el casino de Argentona se ha celebrado una verbena que resultó brillantísima".
L'any 1931 es va llogar un terreny al carrer Bellavista. Des del 1932 s'hi van construir pistes de tennis. Amb el temps, aquest esport va donar renom a l'entitat. Des del 1943 organitzava el desaparegut «Trofeu Casino d'Argentona» a l'inici d'àmbit estatal i a partir de 1952 va internationalizar-se. El torneig va celebrar-se per última vegada l'any 1978. La importància d'aquest esport per a l'entitat queda palesa en el fet d'arribar a tenir una junta independent a la resta d'activitats des de 1956 fins al 1969.
A més del tennis, al Casino es practicaren altres esports van anar sumant-se a la resta d'actes, sense arribar a la importància que va arribar a tenir el tennis, com concursos d'hípica i circuits automobilístics o petanca, futbol sala, bàsquet, natació i activitats de lleure com partides de dòmino i jocs de cartes. Alguns d'aquests encara es practiquen avui en dia. Als inicis, va créixer gràcies a la gran quantitat de barcelonins que estiuejaven a Barcelona durant la primera meitat del segle xx. Durant la Guerra Civil el Casino fou confiscat per les forces republicanes essent utilitzat com un punt de vigilància de l'aviació enemiga i va viure una etapa d'inacció, que va acabar amb la mateixa guerra, quan la gent, buscant alliberar-se de la terrible experiència viscuda va voler recuperar-lo i el Casino tornà a obreir les portes, ara sota la presidència d'Anton Marfà.
Malgrat la seva llarga història, el Casino ha estat vist, sovint, per la gent del poble com una entitat elitista, potser pel seu origen o pel fet que sempre hi ha hagut socis provinents de famílies benestants d'Argentona. El Casino encara és un club on molts estiuejants es troben. Durant els últims anys el Casino s'ha fet molt popular entre els habitants del poble d'Argentona. L'escola de tennis disposa de dues pistes de terra batuda i una pista poliesportiva. La piscina és un dels punts més importants de l'activitat social del club. Altres instal·lacions inclouen: un saló social, un restaurant, una pista de petanca i una zona de jocs infantils.